# اسموسن
اسموسن (انگلیسی: Osmocene) یک ترکیب آلی فلزی حاوی فلز اسمیم است که به صورت پودر سفید رنگ می باشد. این ماده از دسته متالوسن ها محسوب می شود. 